# Движение с екологична насоченост
„Движение с екологична насоченост“ (съкратено като „ДЕН“) е неправителствена организация в обществена полза, която работи в областта на опазване на екологията, прозрачността на институциите, защита правото на достъп до информация за гражданите и превенция на корупцията.
Сдружението е със седалище в село Дражево, община Тунджа, но развива дейност на територията на цялата област Ямбол. Организацията е учредена на 29 ноември 2011 г.

## История
Сдружението е учредено като следствие от гражданските инициативни групи „За чист и зелен Ямбол“ и „Имам право да знам“, които развиват съвместна дейност от 2010 г. Преди учредяването на ДЕН, гражданските инициативи организират съвместно поредица от дискусии и акции за прозрачността при изразходването на средствата за такса „смет“, за изграждането на регионално депо за битови отпадъци в област Ямбол, за опазването на парковете в Ямбол, за прозрачността при общински проекти за прочистването на река Тунджа, за опазването на биологичното разнообразие и др. В тях активно участие взимат и млади хора от общините Ямбол и Тунджа.
През 2010 и 2011, съвместно с Клуб по воден туризъм в Ямбол и община Тунджа, са организирани воден поход на ученици от основните училища на общината и пленер „Реката“.

## Цели
Сред основните цели на организацията са:
- да подпомага обществената дискусия за пълноценното прилагане на европейското законодателство и стандарти в Република България
- да спомага за развитието на гражданската и екологичната култура и за повишаването на информираността на гражданите за съдържанието и механизмите за техните права и свободи
- да осъществява обществен контрол за съблюдаване на законите за защита на природата, достъпа до информация и развитие на гражданското общество
- да приобщи младите хора към инициативите на сдружението, като съдейства за тяхното личностно израстване, обогатяване на гражданската, екологичната и политическата им култура и защита на техните права и свободи.

## Кампании
След учредяването си, сдружението продължава дейността на гражданските инициативи „За чист и зелен Ямбол“ и „Имам право да знам“. Работи в тясно партньорство и с Граждански инициативен комитет против изграждането на регионално депо Ямбол на площадка край селата Дражево и Хаджидимитрово, община Тунджа.

### Регионално депо Ямбол
Основавайки се на становищата на водещи специалисти еколози, сдружение „ДЕН“ доказва, че избраната площадка в землищата на селата Дражево и Хаджидимитрово не е подходяща за депо. Вследствие на гражданските протести преди и по време на обществените обсъждания, проведени на 19 и 20 декември 2011 г. в градовете Ямбол, Стралджа и селата Дражево и Хаджидимитрово, община Ямбол оттегля през януари 2012 г. инвестиционното си предложение за „Изграждане на Регионален център за управление на отпадъците, регион Ямбол, обслужващ общини Ямбол, Сливен, Нова Загора, Тунджа и Стралджа“. Това е причината с решение директорът на Регионалната инспекция по опазване на околната среда /РИОСВ/ – Стара Загора да прекрати процедурата по оценка за въздействие върху околната среда за разширението на регионалното депо с още 3 клетки. Решението е публикувано на сайтовете на общините Тунджа, Сливен и Нова Загора.
Председателят на сдружение „ДЕН“ Димитър Димитров оспорва като „нищожно“ пред Върховния административен съд издаденото на община Ямбол Комплексно разрешително за изграждане на регионално депо № 225-НО-ИО-АО/2008 г.
В свое становище от декември 2011 г. кметът на община Тунджа Георги Георгиев поисква от РИОСВ-Стара Загора незабавно закриване на въпросното сметище, определено от еколозите като изключително вредно за хората от Дражево и Хаджидимитрово. По сигнал на „ДЕН“ в Окръжна прокуратура е образувана и проверка за неизпълнението на министерската заповед от 2008 г. за закриването на съществуващото сметище.
Същевременно на 6 януари 2012 г. жителите на селата Дражево и Хаджидимитрово учредяват Инициативен комитет по Закона за пряко участие на гражданите в държавната власт и местното самоуправление и внасят официално искане с подписка до Общински съвет „Тунджа“ за насрочване на местен референдум с въпрос: „Съгласни ли сте в землищата на селата Дражево и Хаджидимитрово да има сметище?”.

### Шистов газ
Сдружение „ДЕН“ се включва в националните протести срещу проучванията за шистов газ в България. Протестите в Ямбол са организирани съвместно със Съюза на българските пенсионери. Двете организации започват подписка срещу въвеждането на опасната технология в България.

### Граждански контрол за писти и съоръжения
Гражданите да могат да контролират чрез неправителствени организации изграждането на писти и съоръжения, настояват от сдружение „ДЕН“ и Коалиция за устойчиво развитие. Представителите на Коалицията Дончо Иванов, арх. Любомир Пеловски и Иван Димитров участват в консултациите в Народното събрание по промените в Закона за горите. Предлаганите от правителството изменения поставят в равнопоставено отношение ползването на сервитута в горски масиви за ски влекове и ски писти, наравно с дотогава ползвания сервитут само за електропроводи и водопроводи с цел подкрепа на планинския и ски туризма.
От Коалиция за устойчиво развитие подкрепят проектозакона, но поискват при сеч на гори да се предвиждат средства за залесяване на нови горски площи, както и допускане на граждански мониторинг при изграждане на писти и съоръжения. От „Движение с екологична насоченост“ са категорични, че държавата трябва да задължи инвеститорите да залесяват десет пъти повече площи от изсечените, не само в горите, а и в равнините.

### Почистване на река Тунджа
Сдружение „ДЕН“, Клуб по воден туризъм Ямбол и „Радио 999“ организират екоакция „За чиста и плавателна Тунджа“ на 3 март 2012 г. по повод националния празник на България. Десетки граждани се включват в инициативата за почистване на реката и нейните брегове от отпадъци. За най-активните е организирана разходка с лодка.

### Да изчистим община Тунджа за един ден
Представители на сдружение „ДЕН“, младежка организация „Бъдеще за Дражево“, Клуб на пенсионера и читалище „Прогрес 1936“ се включват на 17 март 2012 г. в акцията „Да изчистим селото си, да живеем на чисто“. Заедно с младите хора и пенсионерите в Дражево, с търмък в ръка градинките на центъра чисти и кметът на селото Тодорка Фотева.
Подобни акции се провеждат във всички населени места в община Тунджа като част от кампанията „Да изчистим България за един ден“ на bTV, която е част от световното движение Let’s Do It World!.